# 800 років м. Збараж (монета)
«800 ро́ків м. Зба́раж» — ювілейна монета номіналом 5 гривень, випущена Національним банком України. Присвячена місту Збараж, яке розташоване на річці Гнізна (басейн річки Дністер) у Тернопільській області. Перша письмова згадка про місто припадає на 1211 рік, коли Збараж входив до Галицько-Волинського князівства і був одним з його найбільш укріплених удільних центрів.
Монету введено в обіг 30 червня 2011 року. Вона належить до серії «Стародавні міста України».

## Опис монети та характеристики
| Номінал грн. | Метал      | Маса, г | Діаметр, мм | Якість виготовлення       | Гурт     | Тираж, штук |
| ------------ | ---------- | ------- | ----------- | ------------------------- | -------- | ----------- |
| 5            | нейзильбер | 16,54   | 35,0        | спеціальний анциркулейтед | рифлений | 35 000      |

### Аверс
На аверсі монети розміщено угорі: малий Державний Герб України, напис півколом «НАЦІОНАЛЬНИЙ БАНК УКРАЇНИ» та картуш з гербом Корибут князя Івана Януша Збаразького, який зберігся на стіні Спасопреображенської церкви 1600 року літописного міста Збараж, під яким написи — «5 ГРИВЕНЬ»/«2011» та логотип Монетного двору Національного банку України (праворуч).

### Реверс
На реверсі монети зображено: на першому плані в'їзну браму Збаразького замку, написи — «ЗБАРАЖ» (ліворуч), «800»/«РОКІВ» (унизу); праворуч від в'їзної брами — герб міста, на другому плані — головні архітектурні домінанти центру міста Збараж.

## Автори

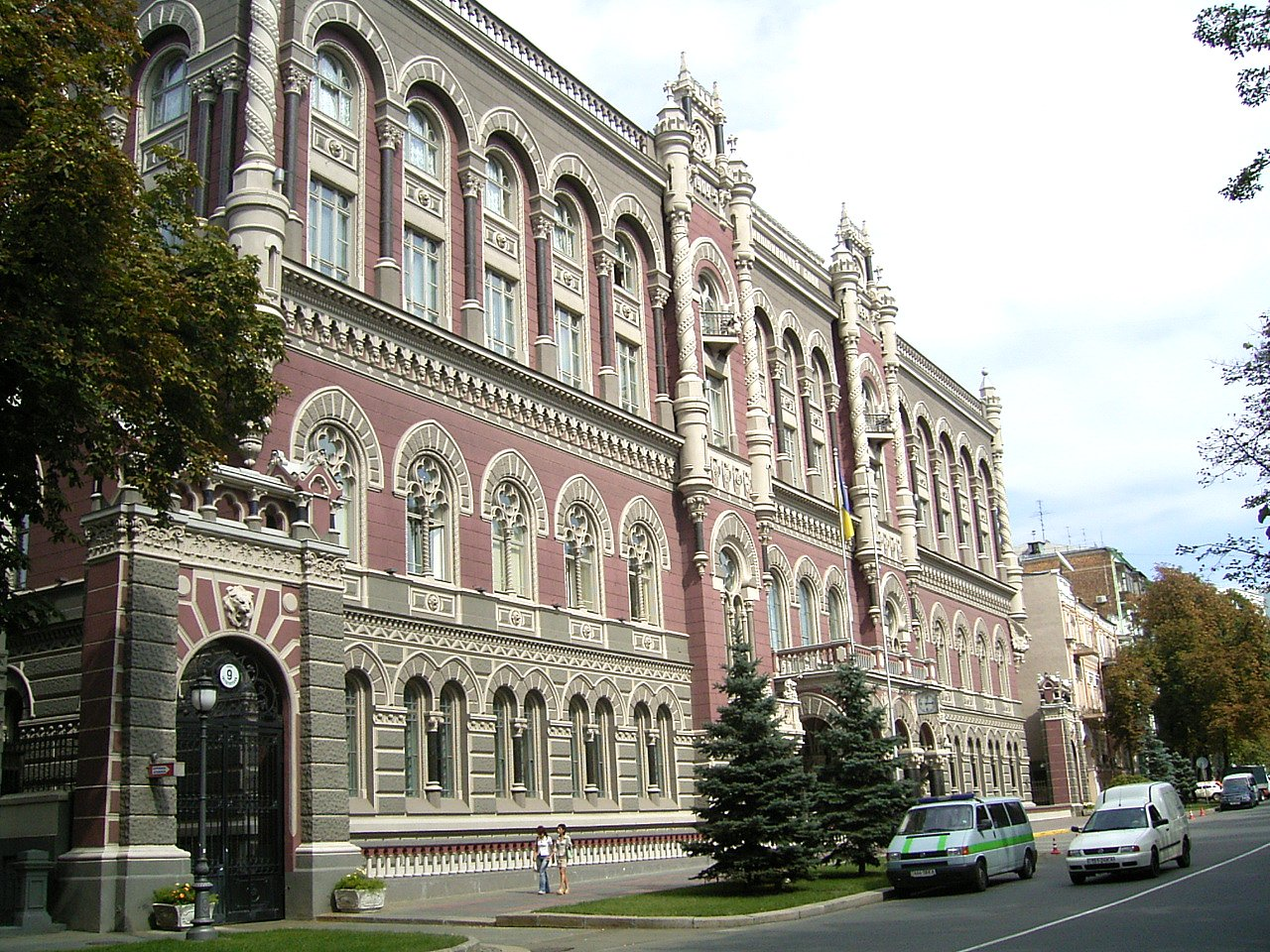
Будівля Національного банку України

- Художники: Володимир Таран, Олександр Харук, Сергій Харук.
- Скульптор — Анатолій Дем'яненко.

## Вартість монети
Під час введення монети в обіг у 2011 році, Національний банк України реалізовував монету через свої філії за ціною 20 гривень.
Фактична приблизна вартість монети, з роками змінювалася так:
| Рік        | 2012 | 2013 | 2014 | 2015 | 2016 | 2017 | 2018 | 2019 | 2020 | 2021 | 2022 | 2023 | 2024 | 2025 |
| ---------- | ---- | ---- | ---- | ---- | ---- | ---- | ---- | ---- | ---- | ---- | ---- | ---- | ---- | ---- |
| Ціна, грн. | 25   | 30   | 35   | 40   | 65   | 75   | 85   | 95   | 100  | 100  | 130  | 330  | 370  | 360  |